# Gary Coleman
Gary Wayne Coleman (Zion, Illinois, 1968. február 8. – Provo, Utah, 2010. május 28.) amerikai komikus, színész, rendező, producer. 

## Élete és pályafutása
Legismertebb szerepe Arnold Jackson volt a Diff'rent Strokes szituációs komédia sorozatban (1978–1986). Sikeres gyermekszínész volt, de később rendszeres pénzügyi gondjai adódtak. 1989-ben sikeres pert folytatott szülei és gazdasági tanácsadója ellen vagyonának hűtlen kezelése miatt, majd egy évtizeddel később magáncsődöt jelentett. 2010-ben, 42 éves korában szubdurális hematóma következtében hunyt el.

## Fordítás
- Ez a szócikk részben vagy egészben  a   Gary Coleman című angol Wikipédia-szócikk fordításán alapul.  Az eredeti cikk szerkesztőit annak laptörténete sorolja fel. Ez a jelzés csupán a megfogalmazás eredetét és a szerzői jogokat jelzi, nem szolgál a cikkben szereplő információk forrásmegjelöléseként.